# Baños (Azuay)
Baños ist ein westsüdwestlicher Vorort der Provinzhauptstadt Cuenca sowie eine Parroquia rural („ländliches Kirchspiel“) im Kanton Cuenca der ecuadorianischen Provinz Azuay. Die Parroquia besitzt eine Fläche von 326,7 km². Die Einwohnerzahl betrug im Jahr 2010 16.851. Die Parroquia wurde am 1. September 1852 gegründet.

## Lage
Die Parroquia Baños liegt südwestzentral im Kanton Cuenca. Das Areal liegt an der Ostflanke der Cordillera Occidental. Entlang der westlichen und südwestlichen Verwaltungsgrenze verläuft die kontinentale Wasserscheide. Die Parroquia wird im Norden vom Río Yanuncay, im Süden vom Río Shucay sowie im Osten vom Río Tarqui begrenzt. Das Verwaltungszentrum Baños liegt 7 km westsüdwestlich vom Stadtzentrum von Cuenca auf einer Höhe von etwa 2720 m.
Die Parroquia Baños grenzt im Nordosten an die Parroquia urbana Yanuncay, im Osten an die Parroquia Turi, im Südosten an die Parroquias Tarqui und Victoria del Portete, im Süden an die Parroquias San Gerardo (Kanton Girón), Chumblín und San Fernando (beide im Kanton San Fernando) sowie an die Parroquia Shaglli (Kanton Santa Isabel), im Westen an die Parroquia Chaucha sowie im Norden an die Parroquia San Joaquín.